# دوري بنما لكرة القدم 1988
دوري بنما لكرة القدم 1988 (بالإسبانية: Anexo:Anaprof 1988)‏ هو موسم من دوري بنما لكرة القدم. فاز فيه بلازا أمادور.